# Samuel Vanegas
Samuel Antonio Vanegas Luna, mais conhecido como Samuel Vanegas (Copacabana–Antioquia, Colômbia, 8 de setembro de 1976)  é um ex-futebolista e treinador, que jogou como zagueiro central e sua última equipe foi o Águilas Doradas da Primeira Divisão do campeonato colombiano. Ao longo de 2010, ele jogou no Atlético Paranaense da Primeira Divisão do Brasil. Em 2011 retornou à Colômbia para jogar pelo Independiente Medellin mas suas pernas falharam no início da realização do torneo finalización com o Itagui. Em 2015 ele tornou-se treinador nas divisões inferiores do Águilas Doradas.